# Selenops tomsici
Selenops tomsici là một loài nhện trong họ Selenopidae.
Loài này thuộc chi Selenops. Selenops tomsici được J. A. Corronca miêu tả năm 1996.